# Atrides
Pour les articles homonymes, voir Atride.
Ne doit pas être confondu avec Maison Atréides.
Dans la mythologie grecque, les Atrides sont les descendants d'Atrée. Le destin des Atrides est marqué par le meurtre, le parricide, l'infanticide et l'inceste. Seule Athéna interrompt le cycle de la violence en faisant juger Oreste, le matricide, sur la colline de l'Aréopage, par   l'Héliée, le premier tribunal criminel de l'Athènes antique.

## Le mythe
Atrée et Thyeste, deux frères, sont les petits-fils de Tantale et les fils de Pélops (deux hommes maudits pour leurs crimes). Après avoir assassiné leur demi-frère Chrysippe, Atrée et Thyeste durent s’enfuir à Mycènes. Les deux frères se disputèrent le pouvoir, la succession au trône ayant été ouverte. Chacun imagina les barbaries les plus lâches pour éliminer l’autre. Ainsi Thyeste, aidé par sa belle-sœur Érope, vola une toison d'or à Atrée et demanda que celui qui la posséderait fût choisi comme roi.
Atrée, ignorant le larcin et sûr de sa victoire, accepta la proposition. Mais il fut averti par le dieu Hermès dans un rêve ; il suivit son conseil et déclara que si le soleil renversait sa course il serait proclamé roi. Alors le soleil se coucha à l’est et Atrée devint roi de Mycènes.
Ayant appris la trahison de sa femme, il imagina alors les persécutions les plus cruelles contre son frère. Il invita Thyeste à un banquet et après avoir massacré ses enfants, il les lui servit comme plat au cours du repas. Thyeste, chassé, se réfugia alors à Sicyone où, sur les conseils d'un oracle, il viola sa propre fille Pélopia. Celle-ci ne connaissait pas l'identité de son violeur, et garda pour seule preuve l'épée de Thyeste. Elle eut de lui un fils, Égisthe. Pélopia épousa ensuite son oncle Atrée. Égisthe fut élevé par son oncle Atrée, sans connaître la véritable identité de son père. Atrée, une fois Égisthe adulte, confia à ce dernier le soin de tuer Thyeste. Mais ce dernier vint à la rencontre de Pélopia et d'Égisthe. Reconnaissant son épée, il avoua à sa fille être le père d'Égisthe. Pélopia se suicida et Égisthe retourna à Mycènes pour tuer Atrée et rendre le royaume à son père. Après le meurtre d'Atrée, Égisthe régna avec Thyeste.
Les deux fils d'Atrée, Agamemnon et Ménélas, s’exilèrent à Sparte. Ils y levèrent une armée. Agamemnon épousa Clytemnestre après avoir tué le premier mari de celle-ci, Tantale, fils de Thyeste. Elle lui donna trois filles et un fils. Ménélas épousa la sœur de Clytemnestre, Hélène.

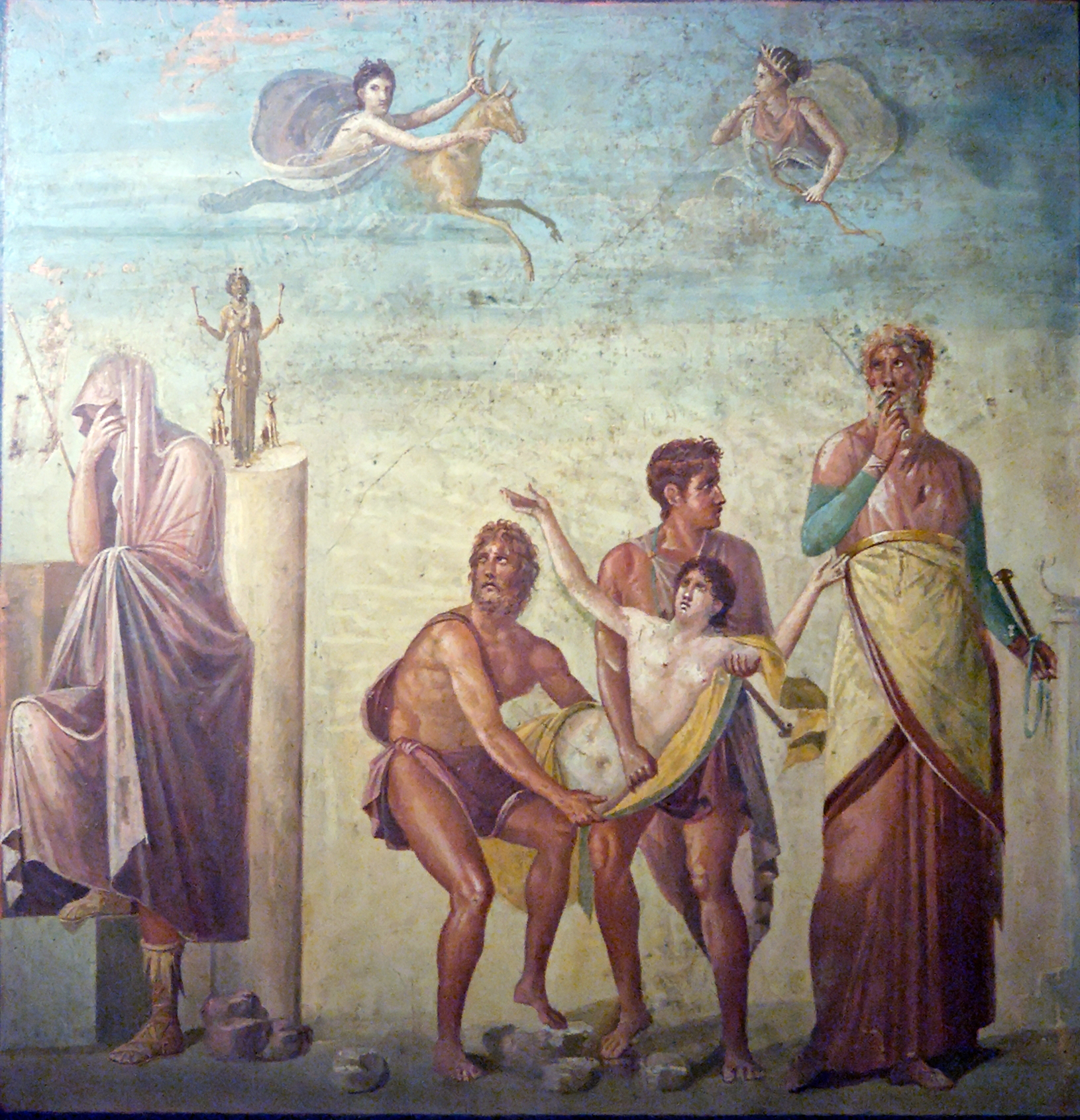
Iphigénie menée au sacrifice.

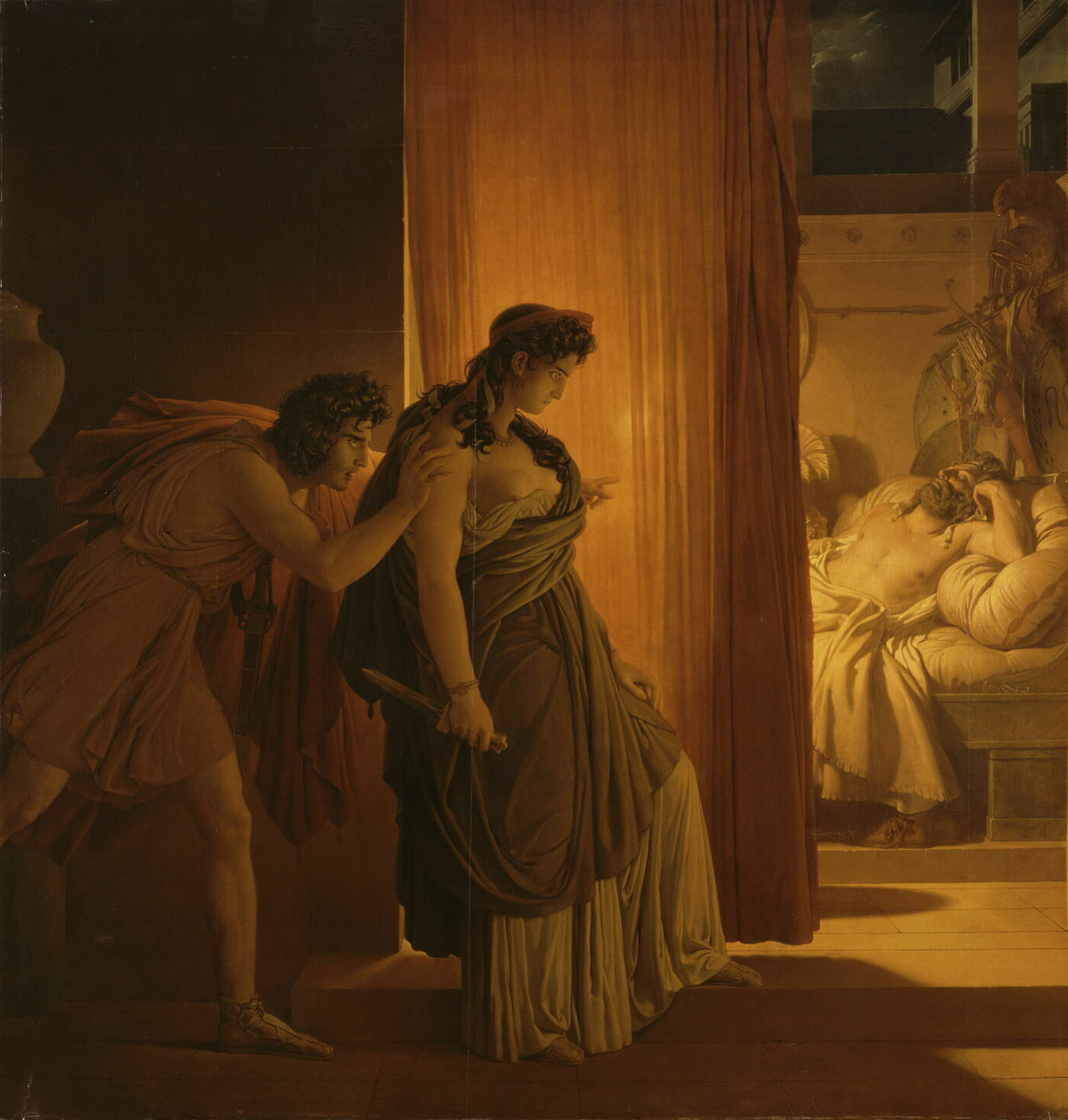
Clytemnestre et Égisthe.

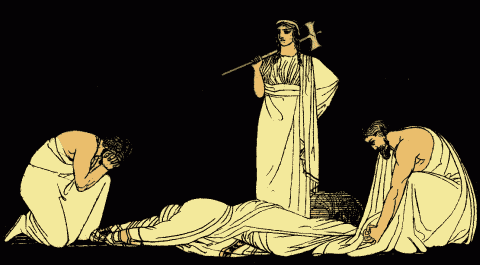
Le meurtre d'Agamemnon.

À la suite de l'enlèvement d'Hélène par Pâris, Agamemnon résolut de venger Ménélas. Il fut choisi pour diriger l’expédition contre Troie. Il se vanta d’avoir tué une biche avec une si grande adresse que même la déesse de la chasse, Artémis, n’aurait pu l’égaler. Pour se venger, la déesse interdit au vent de souffler sur le navire grec et empêcha de ce fait l’expédition. Un devin déclara que seul le sacrifice d’Iphigénie pourrait apaiser Artémis. Agamemnon fut contraint de conduire sa fille au sacrifice, mais celle-ci fut sauvée par Artémis sans que personne s'en rende compte et devint grande prêtresse de cette déesse.
Cassandre, après la guerre de Troie, fut la captive et l’amante d’Agamemnon. Elle le supplia de ne pas retourner dans sa patrie car elle prévoyait les funestes desseins de Clytemnestre ; mais Cassandre était condamnée par un sortilège divin à ne jamais être crue. Agamemnon ne la crut donc pas. Clytemnestre avait pris Égisthe pour amant et prépara avec lui le complot qui devait mettre fin aux jours d’Agamemnon, qui, pensait-elle, avait mis à mort Iphigénie. Celui-ci rentra chez lui et eut un accueil hypocritement bienveillant de la part d’Égisthe et de Clytemnestre ; ils lui préparèrent un bain et le tuèrent quand il se trouva en train de mettre sa toge, dont Clytemnestre avait cousu les manches, pour le priver de l'usage de ses mains. Cassandre et ses deux nouveau-nés, fils d’Agamemnon, subirent le même sort.
Oreste, le fils d’Agamemnon, n’était qu’un enfant quand son père fut assassiné ; il se réfugia chez un oncle. Parvenu à l’âge adulte, il voulut venger son père. Il se rendit en secret à Mycènes et massacra Égisthe et Clytemnestre, avec l’aide de sa sœur Électre. Ces meurtres frappèrent d’horreur les dieux, qui tourmentèrent Oreste jusqu’à la folie. Poursuivi par les Érinyes, déesses de la vengeance, il se réfugia à Athènes, où il fut jugé par le tribunal de l'Aréopage et acquitté de son meurtre grâce à Athéna. Puis il se purifia à Delphes, et la Pythie lui dit qu’il serait définitivement guéri en allant chercher la statue d’Artémis en Tauride. Là, sur le point d’être sacrifié comme étranger, il fut reconnu par Iphigénie. Celle-ci s’enfuit avec lui en lui livrant la statue. De retour à Mycènes, il prit possession du royaume de son père Agamemnon, puis enleva et épousa Hermione. Il mourut paisiblement à un âge avancé.

### Généalogie
- Pélops
  - Thyeste (épouse inconnue)
    - Pélopia fille de Thyeste
    - Égisthe (né du viol de sa propre fille Pélopia)

  - Atrée a pour épouse Aerope :
    - Agamemnon a pour épouse Clytemnestre :
      - Iphigénie
      - Iphianassa (généralement assimilée à Iphigénie)
      - Chrysothémis
      - Laodicé
      - Électre (ajout tardif, généralement assimilée à Laodicé) a pour époux Pylade :
        - Strophios
        - Médon

      - Oreste
        - Tisamène

    - Ménélas a pour épouse Hélène :
      - Hermione
      - Nicostrate

    - Anaxibie a pour époux Strophios fils de Crisos
      - Pylade

- Atrée a également une liaison avec Cléola :
  - Plisthène